# Operációs rendszer

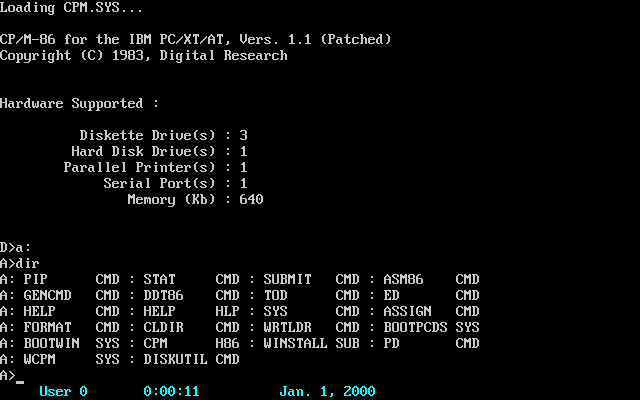
A CP/M az első tömegtermelésű operációs rendszerek között volt, 1974-től

Operációs rendszernek (röviden OS az angol operating system alapján) nevezzük a számítástechnikában a számítógépeknek azt az alapprogramját, mely közvetlenül kezeli a hardvert, és egy egységes környezetet biztosít a számítógépen futtatandó alkalmazásoknak (például szövegszerkesztők, játékok stb.).
A kezelt hardver-erőforrásoknak része többek között a memória, a processzor, a merevlemez és a perifériás eszközök használata.
Az ISO nemzetközi szabványosítási szervezet definíciója szerint az operációs rendszer „olyan programrendszer, amely a számítógépes rendszerben a programok végrehajtását vezérli: így például ütemezi a programok végrehajtását, elosztja az erőforrásokat, biztosítja a felhasználó és a számítógépes rendszer közötti kommunikációt.”

## Felépítése
Az operációs rendszerek alapvetően három részre bonthatók: a felhasználói felület (a shell, amely lehet egy grafikus felület, vagy egy szöveges), alacsony szintű segédprogramok és a kernel (mag), amely közvetlenül a hardverrel áll kapcsolatban.
Vannak olyan operációs rendszerek, melyekben a kernel (mag) és a shell (héj) különválnak, így lehetőség nyílik ezek kombinációjára. Más rendszereknél, mint például a Windowsnál, ez a különválasztás mind elméleti, mind gyakorlati szempontból nehezebb.

### Kernel típusok
Négyféle kerneltípus ismert:
- monolitikus kernel
- hibrid kernel
- mikrokernel
- exokernel.

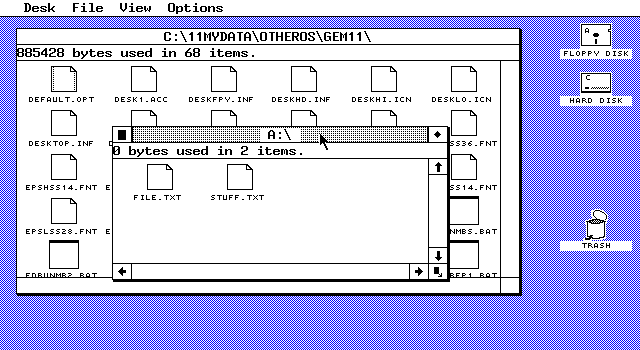
A GEM a MacOS-re hasonlító grafikus felület volt, ami az MS-DOS szöveges operációs rendszernek adott új arcot. A grafikus felület koncepcióját a Xerox PARC fejlesztette ki

A Unix monolitikus kernelre épül, ami mára elavultnak tekinthető, bár szerverek esetén szerencsés az ilyen. Ezeken a rendszereken nem különülnek el alapvetően a folyamat vezérlési, tárolási feladatok, illetve a rendszerhívások. A mikrokernel annyira kicsi, amennyire lehet, gyakorlatilag az egyetlen feladata az erőforrások újraelosztása az alkalmazások között. A Linux kernelje monolitikus kernel, azonban a programkód fordításakor megszabhatjuk, hogy mely részek kerüljenek betölthető állapotba, illetve melyek ne, így lehetőségünk van a modulok futás közbeni, dinamikus betöltésére, ami különösen asztali operációs rendszerek esetén célszerű. A Windows által használt hibrid kernel is ránézésre egy mikrokernel, de itt kernel módban fut az üzenetkezelés (Application IPC), és az eszközillesztők. (vö.: A Windows Vista új drivermodelljén egyes elemek átkerültek a felhasználói rétegbe).

### A kernel feladatai

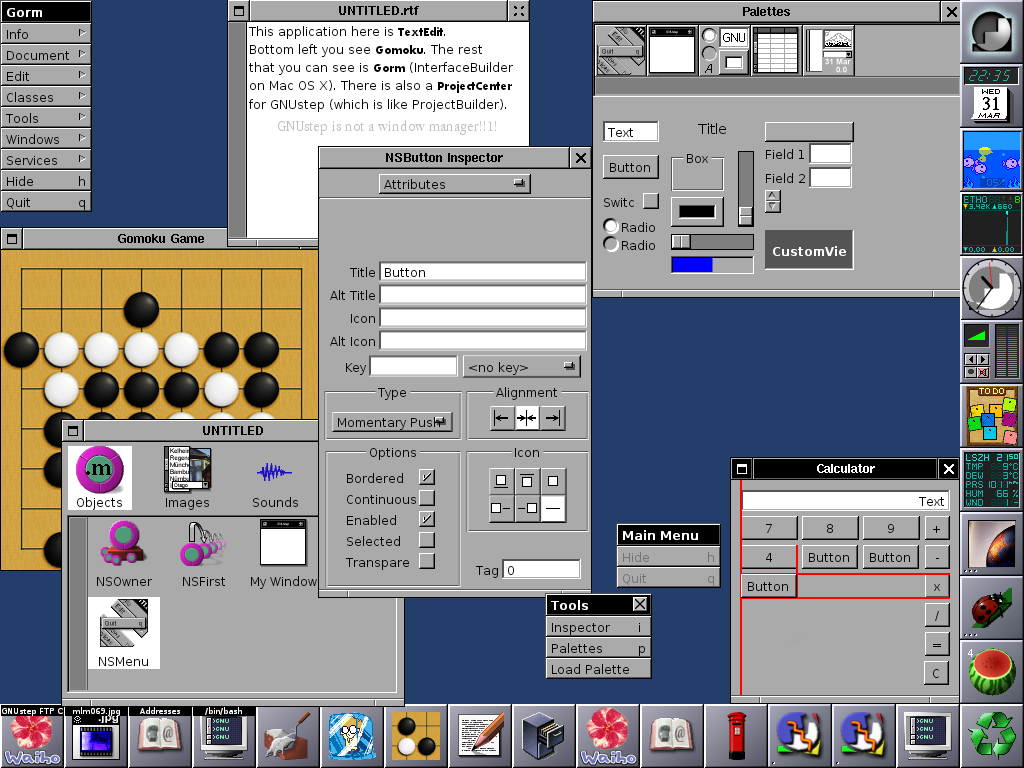
A NeXT rendszer a NeXTSTEP grafikus, objektumorientált operációs rendszert használta, ami igényesen kidolgozott grafikájáról lett ismert. (A képen a GNUStep látható, ami a NeXTSTEP egy újraélesztett, szabad változata.)

- Ki- és bemeneti eszközök kezelése (billentyűzet, monitor, stb.)
- Programok, folyamatok futásának kezelése
  - Indítás, futási feltételek biztosítása, leállítás
  - Memória-hozzáférés biztosítása
  - Processzor idejének elosztása
  - Virtuális gép mutatása a nemkívánt taszkok felé (pontosabban a hardver által biztosított lehetőségek szoftverkiegészítései)
- Háttértárolók kezelése
- Rendszerhívások kiszolgálása
- Fájlrendszer
- egyéb

### A shell feladatai
- Kapcsolattartás a felhasználóval (felhasználói felület)
- Alkalmazások futásának kezelése (indítás, futási feltételek biztosítása)

A shell nélkül nem lehet programokat indítani. Tágabb értelemben UNIX alatt minden olyan programot shell-nek hívnak, melyek más alkalmazások elindítására képesek (a szöveges parancssor nem feltétel). Egy shell rendelkezhet grafikus, ikonos indító felülettel is, mint például az Ubuntu Unity vagy az Androidos launcher.

## Operációs rendszer

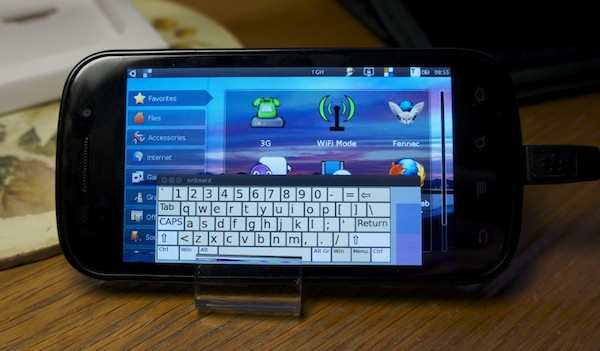
Egy Nexus S okostelefonon futó Ubuntu, amire korábban Android volt telepítve

Az operációs rendszer feladatai közé tartozik, hogy felkészítse a számítógépet az alkalmazások futtatására. Az indítási folyamat során pontosan ez történik.
Miután a számítógép öntesztje lefutott, a BIOS keresni kezdi az operációs rendszert a rendszertöltő szektorokban, és az elsőt, amit megtalál elindítja. Elsőként a kernel töltődik be és indul el. Innentől rendszerfüggő a folytatás, de nagy vonalakban általánosítható.
- Eszközök inicializálása: A rendszer keresi az új hardvereszközöket, a meglévőkhöz pedig betölti és elindítja az illesztő programot. (DOS-ban pl. config.sys)
- Szolgáltatások elindítása
- Felhasználói interakció megkezdése
  - Bejelentkeztetés: Több felhasználós rendszerek esetén mielőtt a felhasználó kapcsolatba lépne a számítógéppel, azonosítania kell magát, általában felhasználói névvel és jelszóval.
  - Automatikusan induló programok indítása: Ide tartoznak azok a programok, amik segítik a felhasználó kapcsolattartását a számítógéppel, illetve azok is, amiket ő maga jelölt ki. Tipikus vállalati példa a bejelentkezés után induló e-mail kliens.

## Operációs rendszer változatok

A Microsoft Windows logója

Tux, a pingvin; a Linux kabalája és hivatalos logója

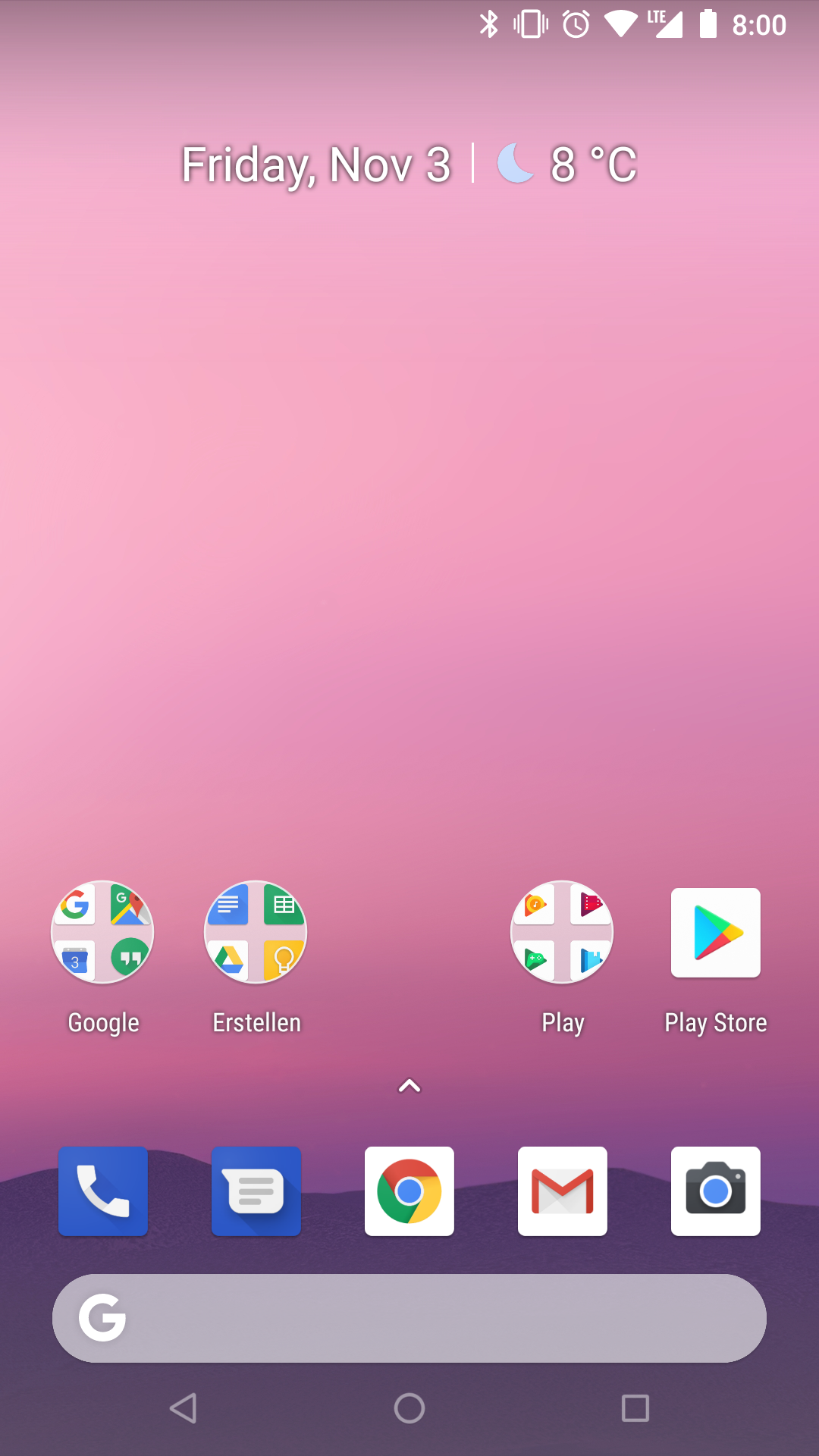
Az Android 8.1 kezdőképernyője Nexus 5X telefonon

Legelterjedtebbek otthoni számítógépeken:
- Microsoft Windows
- Linux
- Mac OS X

Történelmi vagy hobbi operációs rendszerek:
- Mac OS
- AmigaOS
- BeOS
- CP/M
- DOS
- EXOS
- GEM
- GeoWorks
- MenuetOS
- MINIX
- MVS
- NetWare
- OS/360
- OS/2
- OpenVMS
- TOS
- TRIPOS
- Xenix

Szervert futtatni képes operációs rendszerek:
- Linux
- Microsoft Servers
- BSD
- Solaris
- IBM AIX

Beágyazott vagy mobil operációs rendszerek:
- Android
- IOS
- Blackberry 10
- Windows Phone
- QNX
- Symbian
- HarmonyOS
- Alcatel
- megjegyzés: ma már telepíthetők Linux disztribúciók mobiltelefonra is